# Stronghold Legends
Stronghold Legends est un jeu vidéo de stratégie et de gestion développé par Firefly Studios et édité par 2K Games en 2006. Il fonctionne sous Windows. Contrairement aux autres jeux de la série Stronghold, il ne met pas en scène un Moyen Âge historique ou réaliste mais s'inspire de légendes du Moyen Âge européen.

## Modes de jeu
Stronghold Legends dispose d'un mode solo et d'un mode multijoueur. Le mode solo propose trois campagnes, une pour chaque alignement (celle du Bien met en scène le cycle arthurien, celle de la Glace met en scène l'histoire de Siegfried et celle du Mal est inspirée du personnage de Vlad Tepes), des affrontements contre l'IA non scénarisés, ainsi qu'un entraînement. Contrairement aux autres jeux de la série, il n'y a pas de mode "construction libre" (gérer son château sans faire la guerre).
Le jeu dispose d'un éditeur de missions.

## Accueil
| Stronghold Legends    |      |       |
| Média                 | Pays | Notes |
| GameSpot              | US   | 43 %  |
| IGN                   | US   | 57 %  |
| Jeuxvideo.com         | FR   | 10/20 |
| Joystick              | FR   | 5/10  |
| Compilations de notes |      |       |
| Metacritic            | US   | 57 %  |